# ロシアの画家一覧
ロシアの画家一覧（ロシアのがかいちらん）では、ロシアの画家を列記する。
| 目次 | 目次 | 目次 | 目次 | 目次 | 目次 | 目次 | 目次 | 目次 | 目次 | 目次 |
| ---- | ---- | ---- | ---- | ---- | ---- | ---- | ---- | ---- | ---- | ---- |
| ア   | イ   | ウ   | エ   | オ   |      | ハ   | ヒ   | フ   | ヘ   | ホ   |
| カ   | キ   | ク   | ケ   | コ   |      | マ   | ミ   | ム   | メ   | モ   |
| サ   | シ   | ス   | セ   | ソ   |      | ヤ   |      | ユ   |      | ヨ   |
| タ   | チ   | ツ   | テ   | ト   |      | ラ   | リ   | ル   | レ   | ロ   |
| ナ   | ニ   | ヌ   | ネ   | ノ   |      | ワ   |      | ヲ   |      | ン   |

## ア
- イヴァン・アイヴァゾフスキー
- ミハイル・アヴィロフ（英語版、ロシア語版）
- アレクサンドル・アダバシャン
- イワン・アルグノーフ（英語版、ロシア語版）
- ニコライ・アルグノーフ（ロシア語版）
- アブラム・アルヒーポフ（英語版、ロシア語版）
- アレクサンドル・アレクセーエフ（ロシア語版）
- フョードル・アレクセーエフ（英語版、ロシア語版）
- ユーリイ・アンネンコフ

## イ
- アレクサンドル・イワノフ

## ウ
- アポリナリー・ヴァスネツォフ
- ヴィクトル・ヴァスネツォフ
- ユーリー・ヴァスネツォフ（ロシア語版）
- ボグダン・ヴィレヴァリデ（英語版、ロシア語版）
- アレクセイ・ヴェネツィアーノフ
- ヴァシーリー・ヴェレシチャーギン
- シモン・ウシャコフ（英語版、ロシア語版）
- ミハイル・ヴルーベリ

## エ
- アレクサンドラ・エクステル

## オ
- イリヤ・オストロウーホフ

## カ
- ニコライ・カサートキン（英語版、ロシア語版）
- ルイ・カラヴァク
- ワシリー・カンディンスキー

## キ
- オレスト・キプレンスキー

## ク
- アルヒープ・クインジ
- ボリス・クストーディエフ
- ニコライ・クズネツォフ（英語版、ロシア語版）
- ウラジーミル・クッシュ
- イーゴリ・グラーバリ
- イワン・クラムスコイ
- ピョートル・クリヴォノゴフ（ロシア語版）
- ボリス・グリゴリエフ
- グスタフ・クルーツィス
- ピョートル・グルジンスキー（英語版、ロシア語版）
- ミトロファン・グレコフ（ロシア語版）

## ケ
- ニコライ・ゲー
- アレクサンドル・ゲラシモフ（英語版、ロシア語版）

## コ
- ゲーリー・コルジェフ（英語版、ロシア語版）
- イェフィム・ゴリシェフ
- コンスタンチン・コローヴィン
- アレクサンドル・ゴロヴィン
- イワン・ゴロホフ（英語版、ロシア語版）
- ピョートル・コンチャロフスキー（英語版、ロシア語版）
- ナタリア・ゴンチャロワ

## サ
- コンスタンチン・サヴィツキー（英語版、ロシア語版）
- アレクセイ・サヴラソフ
- オシップ・ザッキン
- アレクサンドル・サモフヴァロフ（英語版、ロシア語版）

## シ
- イヴァン・シーシキン
- ニコライ・シーリジェル（英語版、ロシア語版）
- タラス・シェフチェンコ
- シリヴェーストル・シチェドリーン（英語版、ロシア語版）
- セミョーン・シチェドリーン（英語版、ロシア語版）
- ヴャチェスラフ・シュワルツ（英語版、ロシア語版）
- ウラジミール・シューコ

## ス
- ニコラ・ド・スタール
- フェドト・スチコフ（英語版、ロシア語版）
- セルゲイ・スデイキン
- スタス・スパーニン
- ワシーリー・スリコフ

## セ
- ジナイーダ・セレブリャコワ
- ヴァレンティン・セローフ

## ソ
- コンスタンチン・ソモフ

## タ
- ウラジーミル・タトリン

## チ
- グリゴリー・チェルネツォフ（英語版、ロシア語版）
- パヴェル・チスチャコフ

## テ
- アレクサンドル・デイネカ（英語版、ロシア語版）
- オイゲン・デュッカー

## ト
- ニコライ・ドミトリエフ＝オレンブルクスキー
- ムスチスラフ・ドブジンスキー
- ヴァシーリー・トロピーニン
- ニコライ・ドゥボフスコイ

## ニ
- イヴァン・ニキーチン（英語版、ロシア語版）
- ゲオルギー・ニスキー（英語版、ロシア語版）

## ネ
- ミハイル・ネステロフ

## ハ
- ニコライ・バイコフ（ロシア語版）
- レオン・バクスト
- マリ・バシュキルツェフ
- レオニード・パステルナーク
- レナ・ハデス
- ヴィクトル・ハルトマン

## ヒ
- ユーリ・ピメノフ（ロシア語版）
- ニコライ・ピモネンコ
- イヴァン・ビリビン
- ニコ・ピロスマニ

## フ
- イヴァン・フィールソフ（英語版、ロシア語版）
- パーヴェル・フィローノフ
- ヴァシーリー・プーキレフ
- フィリップ・ブードキン（ロシア語版）
- パーヴェル・フェドートフ
- ヴァシーリー・フジャコーフ（英語版、ロシア語版）
- ワルワーラ・ブブノワ
- コンスタンチン・フラヴィツキー（英語版、ロシア語版）
- オシップ・ブラス
- アルカジー・プラストフ（英語版、ロシア語版）
- イラリオン・プリャニシニコフ
- カール・ブリューロフ
- フョードル・ブルーニ（英語版、ロシア語版）
- ダヴィド・ブルリューク
- アレクサンドル・ブロツキー

## ヘ
- アントワーヌ・ペヴスナー
- クジマ・ペトロフ＝ヴォートキン
- アレクサンドル・ベノワ
- ヴァシリー・ペロフ

## ホ
- アレクセイ・ボゴリュボフ（英語版、ロシア語版）
- ニコライ・ボダレフスキー（英語版、ロシア語版）
- リュボーフィ・ポポーワ
- アレクサンドル・ボリソフ
- ヴィクトル・ボリソフ＝ムサートフ
- エレーナ・ポレーノヴァ
- ヴァシーリー・ポレーノフ
- ウラジミール・ボロビコフスキー（英語版、ロシア語版）

## マ
- タチヤーナ・マーヴリナ
- ワシーリー・マクシモフ
- ウラジーミル・マコフスキー（英語版、ロシア語版）
- コンスタンチン・マコフスキー
- イリヤ・マシコフ（英語版、ロシア語版）
- ミハイル・マチューシン
- フィリップ・マリャービン
- カジミール・マレーヴィチ

## ミ
- ミハイル・ミケシン
- グリゴリー・ミャソエドフ

## ヤ
- アレクセイ・フォン・ヤウレンスキー
- ニコライ・ヤロシェンコ

## ユ
- コンスタンチン・ユオン

## ラ
- レフ・ラゴリオ（英語版、ロシア語版）
- ミハイル・ラリオーノフ
- アンドレ・ランスコイ（英語版、ロシア語版）
- エフゲニー・ランセレ

## リ
- アレクサンドル・リトーフチェンコ（英語版、ロシア語版）
- エル・リシツキー
- ニコライ・リョーリフ

## ル
- パーヴェル・ルイジェンコ（ロシア語版）
- アンドレイ・ルブリョフ

## レ
- イサーク・レヴィタン
- ドミートリー・レヴィツキー
- イリヤ・レーピン
- フョードル・レシェートニコフ（英語版、ロシア語版）

## ロ
- フョードル・ロコトフ（英語版、ロシア語版）
- アントン・ロセーンコ（英語版、ロシア語版）
- アレクサンドル・ロトチェンコ

## ワ
- フョードル・ワシーリエフ（英語版、ロシア語版）